# Португальское радио и телевидение
Португальское радио и телевидение (Radiotelevisão Portuguesa's) - акционерное общество в 1955-2004 гг.

## Деятельность
Компания вела:
- с 15 декабря 1955 года до 2004 года - телевещание по 1-й программе в Португалии (программе «РТП 1» («RTP 1»), с 1989 года до 29 апреля 1996 г. - «РТП Каналь 1» (RTP Canal 1), в 1968-1989 гг. - «1-я программа» («I Programa»));
- с 25 декабря 1968 года до 2004 года - телевещание по 2-й программе в Португалии (программе «РТП 2» («RTP 2»), с 1989 года до 29 апреля 1996 г. - «РТП Каналь 2» (RTP Canal 2), в 1968-1989 гг. - «2-я программа» («II Programa»));
- в 1972-2004 гг. - телевещание по программе в Мадаейре;
- в 1972-2004 гг. - телевещание по программа на Азорских островах;
- в 1973-1975 гг. - телевешание по программе «РТП Ангола» (RTP Angola);
- с 10 июня 1992 года до 2004 года - телевещание по программе «РТП Интернасьнал»;
- с 7 января 1998 года до 2004 года - телевещание по программе «РТП Африка»

## Владельцы
Телекомпания предлежала государству.

## Правопреемники
В 2004 году телекомпания была реорганизована путём объединения с акционерным обществом «Португальское радиовещание» в акционерное общество «Радио и телевидение Португалии»

## Членство
С 1959 года компания являлась членом Европейского союза радиовещания.